# Matt Harvey
Matthew Edward Harvey (ur. 27 marca 1989) – amerykański baseballista występujący na pozycji miotacza w Los Angeles Angels.

## Przebieg kariery
Harvey studiował na University of North Carolina at Chapel Hill, gdzie w latach 2008–2009 grał w drużynie uniwersyteckiej North Carolina Tar Heels. W 2010 został wybrany w pierwszej rundzie draftu z numerem siódmym przez New York Mets i początkowo występował w klubach farmerskich tego zespołu, między innymi w Buffalo Bisons, reprezentującym poziom Triple-A. W Major League Baseball po raz pierwszy wystąpił 26 lipca 2012 w meczu przeciwko Arizona Diamondbacks, w którym zaliczył pierwsze w karierze zwycięstwo, a także pobił rekord klubowy zaliczając 11 strikeoutów w debiucie.
16 lipca 2013 po raz pierwszy wystąpił w Meczu Gwiazd. 7 sierpnia 2013 w wygranym przez Mets 5–0 spotkaniu z Colorado Rockies, zaliczył pierwszy w karierze shutout. W sierpniu 2013 doznał kontuzji prawej ręki (naciągnięcia więzadeł stawu łokciowego) i w październiku 2013 przeszedł operację Tommy’ego Johna, co wykluczyło go z gry do końca sezonu 2014.
1 maja 2015 w meczu z Washington Nationals zanotował piątą wygraną z rzędu od początku rozgrywek jako pierwszy miotacz zespołu od 2006 roku po Pedro Martínezie. 11 lipca 2015 w spotkaniu z Arizona Diamondbacks na Citi Field zdobył pierwszego home runa w MLB, dwupunktowego, dającego prowadzenie w meczu 3–2. Mets ostatecznie wygrali mecz 4–2.
8 maja 2018 przeszedł do Cincinnati Reds za Devina Mesoraco, a w grudniu 2018 został zawodnikiem Los Angeles Angels.

## Nagrody i wyróżnienia
| Nagroda/wyróżnienie | Lata | Źródło |
| All-Star            | 2013 | [ 6 ]  |